# Windsor (England)
 For alternative betydninger, se Windsor. (Se også artikler, som begynder med Windsor)
Windsor er en by i Royal Borough of Windsor and Maidenhead kommune i Berkshire i England. 
Byen ligger 34 km vest for Charing Cross i London lige syd for Themsen, der er grænse til Eton. Landsbyen Old Windsor, der ligger lidt mere end 3 km mod syd, er omkring 300 år ældre end den by, der i dag kaldes Windsor. Tidligere har det heddet New Windsor for at skelne.
Byen er kendt for Windsor Castle, der er en af Den britiske kongefamilies officielle ejendomme. Slottet blev  opført af Vilhelm Erobreren i 1000-tallet og tiltrækker er stort antal turister. 
Derudover ligger Storbritanniens eneste Legoland (Legoland Windsor) i byen. Det er den næststørste Lego-park i verden og blev bygget, hvor Windsor Safari Park lå.
Byen har to jernbanestationer - Windsor & Eton Central Station med forbindelse til Slough og til London Paddington eller Reading og Windsor & Eton Riverside Station med forbindelse til London Waterloo.
Ved OL 2012 i London blev ro-konkurrencerne afholdt i Windsor & Eton.
Vest for Windsor ligger Bray Film Studios og  Oakley Court, som dannede rammen om filmen "The Rocky Horror Picture Show", og som i dag er et fornemt hotel.